# Nieuport 10
O Nieuport 10 foi um sesquiplano francês da Primeira Guerra Mundial que foi utilizado em uma grande variedade de tipos de missões incluindo reconhecimento aéreo, caça e treinamento.

## Design e desenvolvimento
Em janeiro de 1914, o designer Gustave Delage ingressou na Société Anonyme des Etablissements Nieuport, e iniciou o trabalho em uma série de aeronaves que permaneceria em produção para o resto da Primeira Guerra Mundial. O Nieuport 10 foi um destes primeiros modelos e foi originalmente concebido para participar da corrida Gordon Bennett Trophy de 1914. Mas com o início da Primeira Guerra o concurso foi cancelado e o modelo passou para a designação militar para uma aeronave de reconhecimento, assim entrando em serviço em 1915.
O modelo possuía um distintivo "V" em seus montantes entre as asas. As asas inferiores eram menores em área que as asas superiores. O conceito foi intencionado para ter a força de um biplano com células de asas de corda com visibilidade boa como em um monoplano parasol.
Muitos modelos foram convertidos ou construídos como caças monopostos, onde cobria-se o cockpit dianteiro e adicionava-se uma metralhadora Lewis ou Vickers para disparo na parte de cima da asa superior, desta forma a aeronave era usada como um caça.
Dois maiores tipos foram produzidos a partir do Nieuport 10 – o Nieuport 11 Bébe – um pequeno avião, designado para iniciar como um monoposto, e o Nieuport 12 – um modelo mais potente biposto com asa superior mais larga. Em adição a produção foi focada na versão de treino sob a designação Nieuport 83 E.2 com mudança de detalhes. Uma única versão triplana, usando o airframe do Nieuport 10 foi construída para testes com asas escalonadas incomuns.

## Uso operacional
Muitos dos ases da aviação franceses voarem no Nieuport 10, o mais conhecido deles foi Georges Guynemer que usou vários Nieuport 10, todos marcados "Vieux Charles". Jan Olieslagers foi o piloto de um Nieuport 10 que tornou-se o primeiro belga a abater outra aeronave, enquanto a primeira vitória aérea canadiana foi também realizada abordo de um Nieuport 10, pilotado pelo Subtenente Arthur Ince.

## Variantes
- Nieuport X.B

Primeira designação distinguindo-o do antecessor não relacionado o monoplano Nieuport X.
- Nieuport X.AV

Designação da companhia em que o artilheiro/observador sentava-se à frente do piloto.
- Nieuport X.AR

Designação da companhia em que o artilheiro/observador sentava-se na traseira e o piloto à frente.
- Nieuport 10 A.2

Monoposto de reconhecimento (Artillerie), similar ao Nieuport X.AR.
- Nieuport 10 C.1

Variante monoposto de caça. Inspirou o desenvolvimento do Nieuport 11 C.1.
- Nieuport 10 E.2

Nieuport 10 A.2s usado para treino.
- Nieuport 83 E.2

Construído com finalidade de treinamento com modificações detalhadas
- Nieuport 10 triplane

Plataforma de testes para um triplano com asas em escalonamento incomum.
- Nieuport-Macchi 10.000

Versão italiana do Nieuport 10 com muitos detalhes de modificações.
- Nieuport 18 ou 18 metros Nieuport

Descrição não oficial de um modelo básico baseado em uma asa nominal com área de 18 metros quadrados.
- Nakajima Army Type Ko 2 Trainer

Nieuport 83 E.2 construído sob licença no Japão
- Trainer Type 2

Designação do Nieuport 83 E.2. siamês importado.

## Operadores
- Bélgica

Componente Aérea do Exército Belga
- Brasil

Força Aérea Brasileira
- Estados Unidos

Serviço Aéreo do Exército dos Estados Unidos da Forças Expedicionárias Americanas – usados apenas como treinadores.
- França

Aéronautique Militaire
Aviação Naval Francesa
- Finlândia

Força Aérea da Finlândia (ex-exemplares da Rússia).
- Império Russo

Serviço Aéreo da Rússia Imperial
- Japão

Serviço Aéreo do Exército Imperial Japonês
- Portugal

Força Aérea Portuguesa – 7 treinadores Nieuport Ni.83E-2 recebidos em 1917.
- Reino da Itália

Corpo Aeronautico Militare
- Reino Unido

Royal Naval Air Service – primeiro usuário. Nota o Royal Flying Corps não utilizou o Nieuport 10.
- Sérvia

Força Aérea da Sérvia
- Tailândia

Força Aérea Real Tailandesa
- Ucrânia

Exército Popular da República Popular da Ucrânia
- União Soviética

Frota aérea dos Trabalhadores e Camponeses (ex-exemplares da Rússia).

## Sobreviventes
Dois Nieuport-Macchi 10,000 estão em exposição na Itália, um no Museo Storico Italiano della Guerra e um no Museo della Scienza e della Tecnologia "Leonardo da Vinci", e um original Nieuport 83 E.2 que foi pilotado por Charles Nungesser está exposto no Old Rhinebeck Aerodrome nos Estados Unidos.

## Galeria

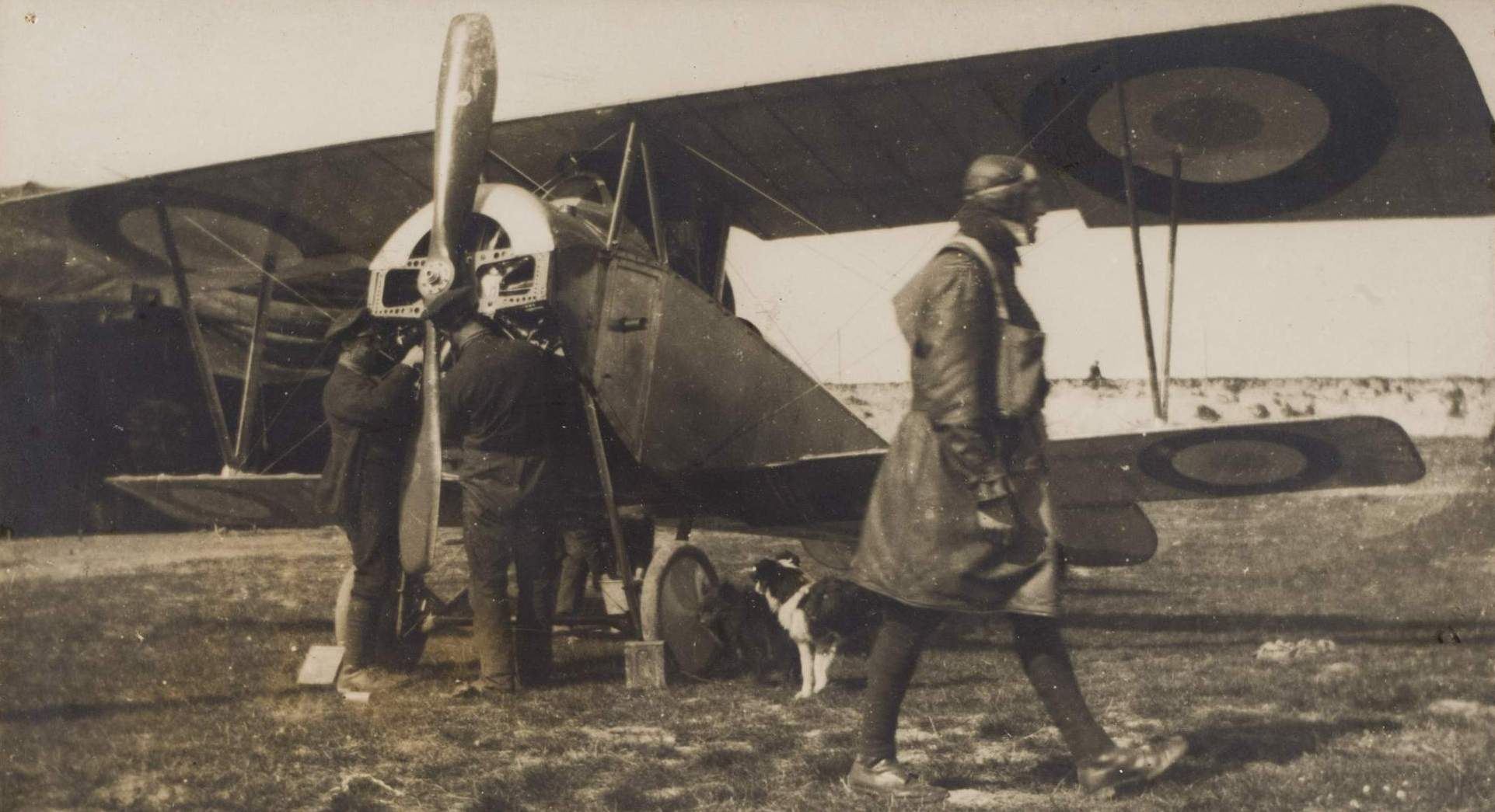
Nieuport X.B francês inicial de reconhecimento
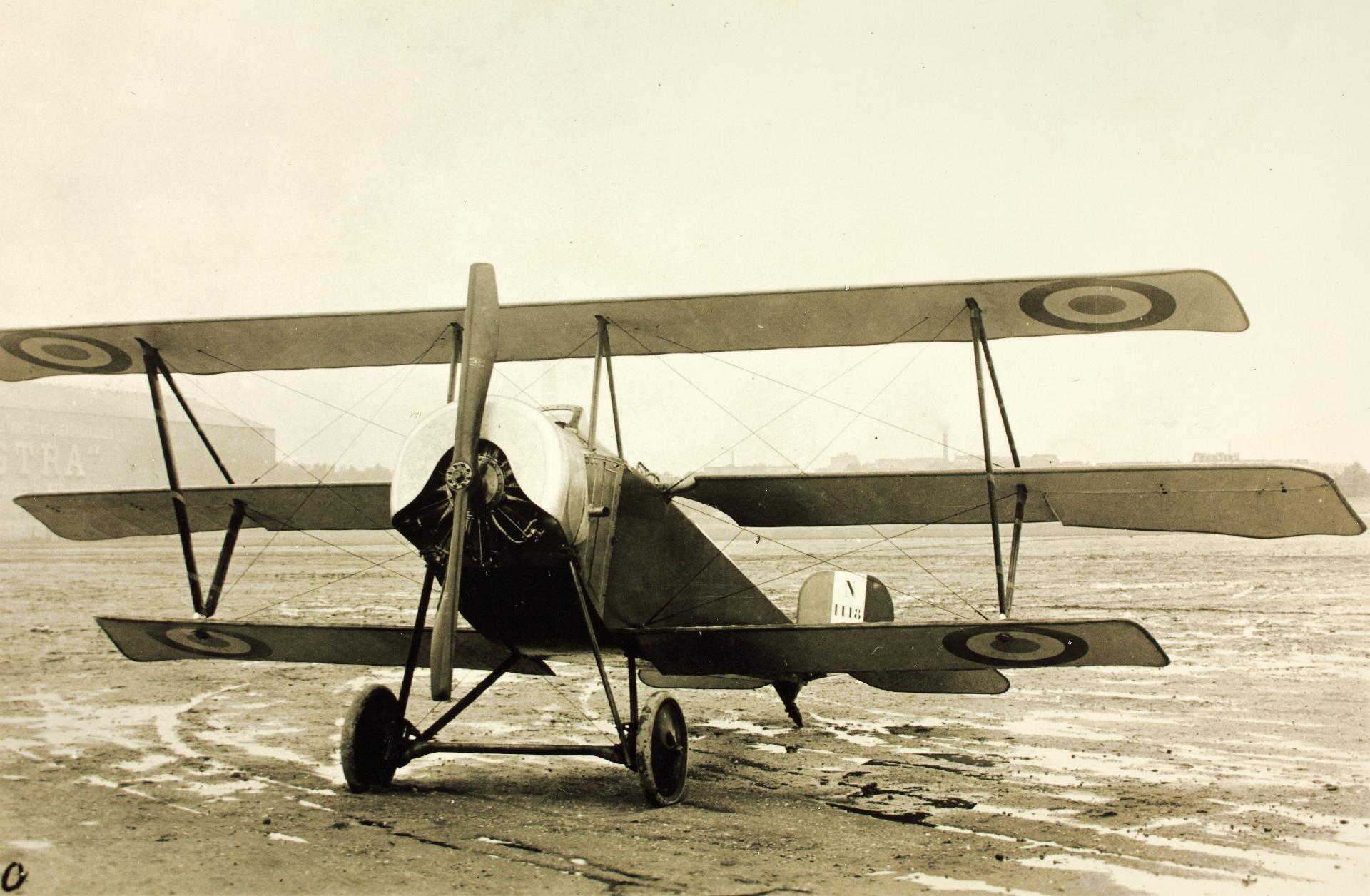
Nieuport 10 triplano
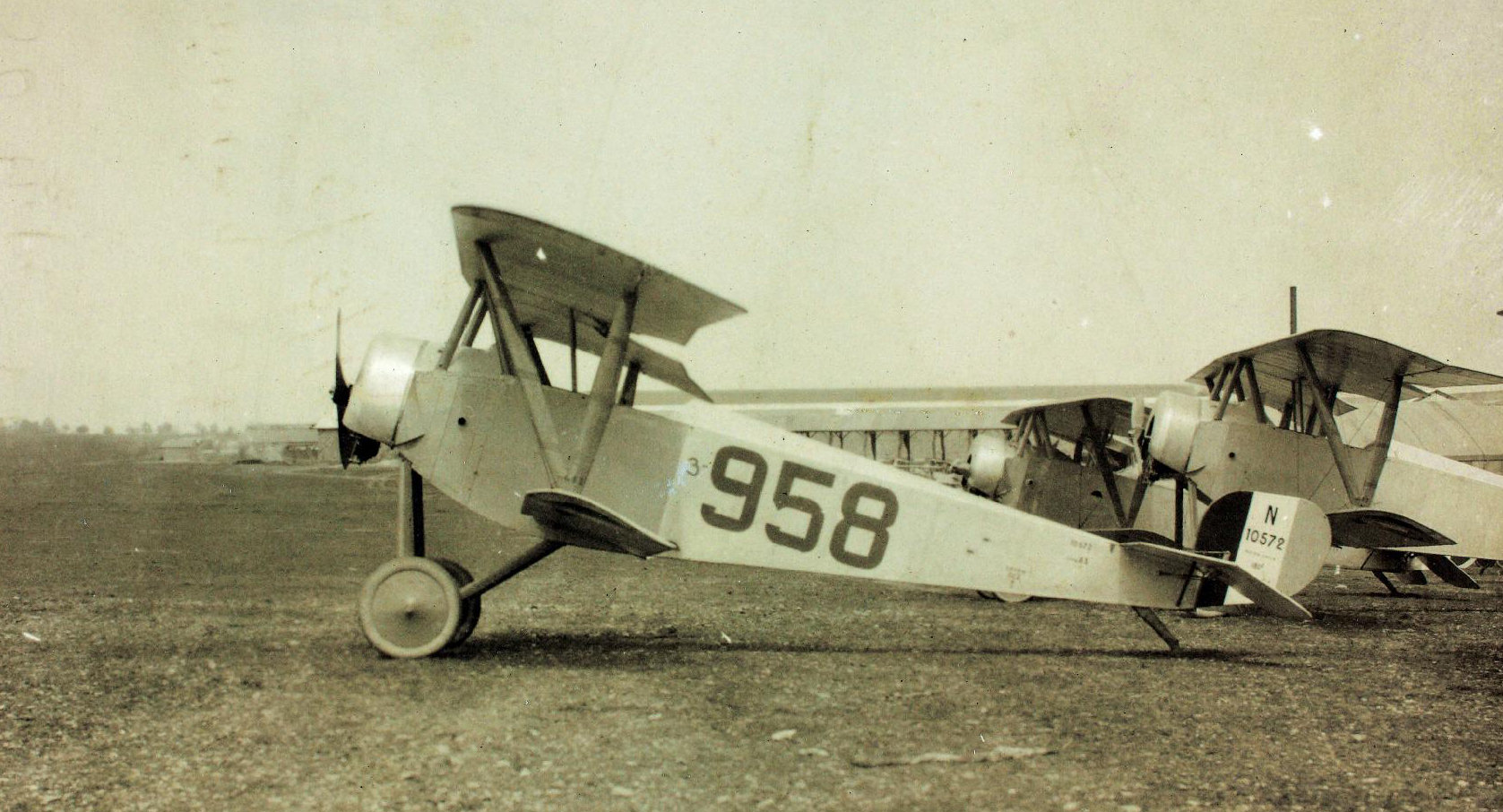
Treinador estadunidense Nieuport 83 E.2
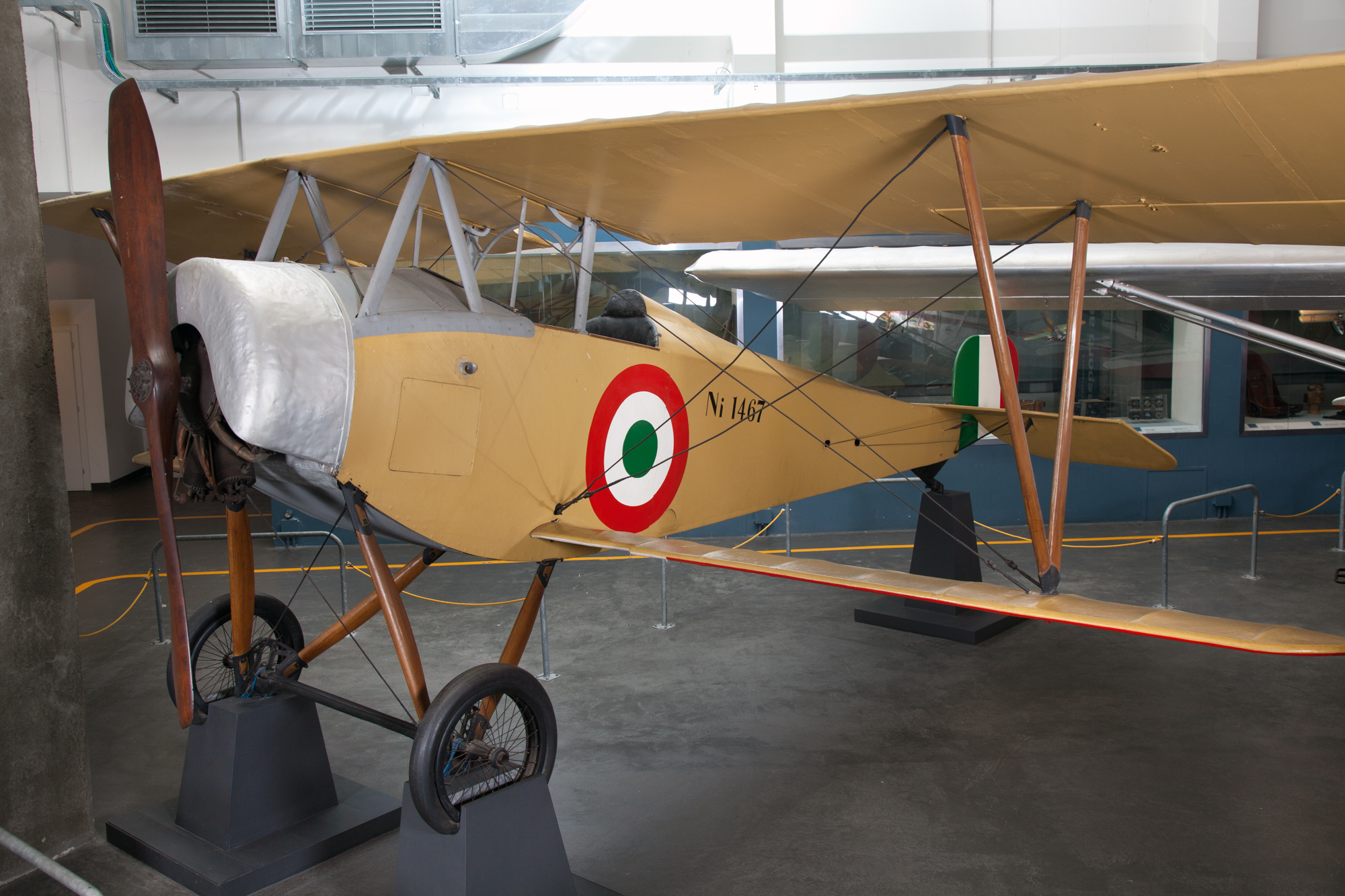
Nieuport-Macchi no Museo nazionale della scienza e della tecnologia Leonardo da Vinci em Milão.
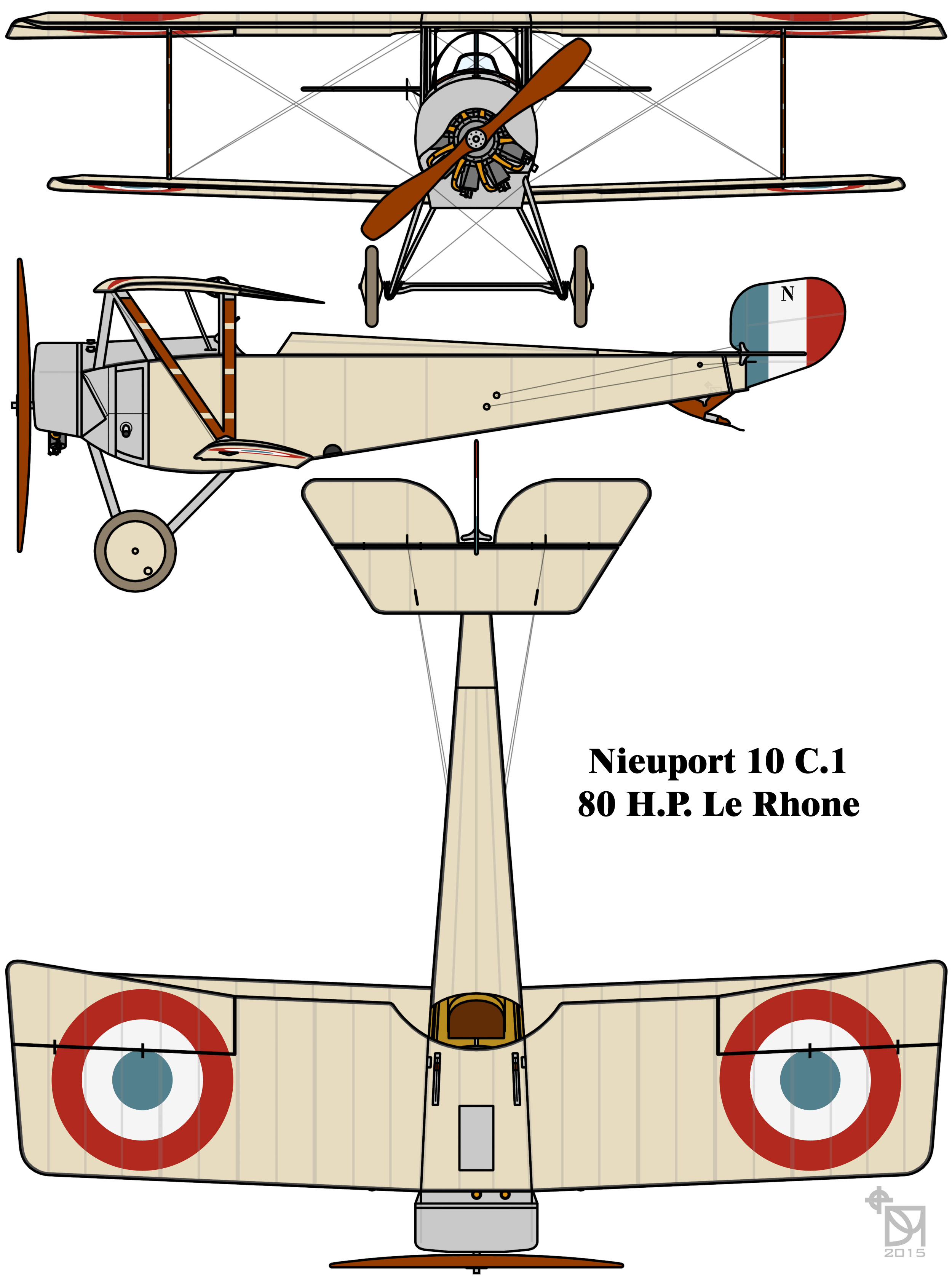
Desenho do definitivo caça Nieuport 10 C.1